# Кленгель, Пауль
Па́уль Кле́нгель (нем. Paul Klengel; 13 мая 1854 ― 24 апреля 1935) ― немецкий скрипач и композитор. Брат Юлиуса Кленгеля.
Окончил Лейпцигскую консерваторию, затем в 1886 году защитил в Лейпцигском университете диссертацию «К эстетике музыкального искусства» (нем. Zur Ästhetik der Tonkunst). В 1888—1891 годах был вицекапельмейстером в Штутгарте, затем вернулся в Лейпциг. Преподавал в Лейпцигской консерватории, выступал, помимо скрипки, как альтист и пианист, а также как хоровой дирижёр — приняв, в частности, в 1898 году руководство немецким Хоровым обществом в Нью-Йорке, где его дебют (также и в качестве аккомпаниатора местной вокалистки) был благожелательно принят прессой, слегка попенявшей, впрочем, Кленгелю на вольность темпов.
Преимущественно известен своими транскрипциями — в частности, переложением Сонаты для скрипки и фортепиано № 1 Иоганнеса Брамса для альта и фортепиано (это переложение некоторое время приписывалось самому композитору), различных камерных ансамблей Брамса — для фортепиано, транскрипцией для скрипки и фортепиано скрипичного концерта Антонио Вивальди Op. 3 No. 6 (RV 356), различных сочинений Арканджело Корелли, Карла Стамица, Тартини, Генделя, Моцарта, Антонина Дворжака и др. Самому Кленгелю принадлежит некоторое количество камерных сочинений, в том числе Шесть пьес для альта и фортепиано (1910), Серенада для скрипки и альта (1911), Три романса для альта и фортепиано (1912), а также сборники этюдов.